# Покровцы (Львовская область)
Покровцы (укр. Покрівці) — село в Гнездычевской поселковой общине Стрыйского района Львовской области Украины.
Население по переписи 2001 года составляло 658 человек. Занимает площадь 1,161 км². Почтовый индекс — 81741. Телефонный код — 3239.